# Untergeißendorf
Untergeißendorf ist ein Weiler von Berga-Wünschendorf im Landkreis Greiz in Thüringen.

## Geographie
Untergeißendorf liegt in einem Zwischental der etagenmäßigen Hochebene über dem Tal der Weißen Elster in einer kupierten Gemarkung. An unwegsamen Hängen und Anhöhen der Talaue steht meist Wald. Die Kreisstraße 209 führt von Berga/Elster über Untergeißendorf nach Obergeißendorf.

## Geschichte
Der Weiler wurde 1475 erstmals urkundlich als Niderngeissendorff erwähnt, andere Quellen berichten von einer Ersterwähnung im Jahr 1434.
Eine Gründungsurkunde ist nicht überliefert. Untergeißendorf besaß ein Rittergut, eine Kirche und eine Schule. Die Untergeißendorfer Mühle ist ab 1533 nachweisbar und bestand bis nach dem Zweiten Weltkrieg. Im Wiener Kongress 1815 wurde der Weiler dem Großherzogtum Sachsen-Weimar-Eisenach unterstellt. Seit 1920 gehören die Ortschaften nach Thüringen. Am 1. Juli 1961 wurden beide Weiler zur Gemeinde Geißendorf vereinigt und 30 Jahre später nach Berga/Elster eingemeindet, welches seit dem 1. Januar 2024 zur Stadt Berga-Wünschendorf gehört. Mit Stand von 2012 hatte Untergeißendorf 30 Einwohner.